# Aenictus luzoni
Aenictus luzoni är en myrart som beskrevs av Wheeler och Chapman 1925. Aenictus luzoni ingår i släktet Aenictus och familjen myror. Inga underarter finns listade i Catalogue of Life.

## Bildgalleri